# Danuta Urbanik
Danuta Urbanik (* 24. Dezember 1989 in Stalowa Wola) ist eine ehemalige polnische Leichtathletin, die sich auf den Mittelstreckenlauf spezialisiert hat.

## Sportliche Laufbahn
Erste internationale Erfahrungen sammelte Danuta Urbanik im Jahr 2007, als sie bei den Junioreneuropameisterschaften in Hengelo in 4:26,93 min den siebten Platz im 1500-Meter-Lauf belegte. Im Dezember gewann sie dann bei den Crosslauf-Europameisterschaften in Toro nach 14:21 min die Silbermedaille im U20-Rennen. Im Jahr darauf kam sie bei den Crosslauf-Europameisterschaften 2008 in Brüssel nicht ins Ziel und 2011 belegte sie bei den U23-Europameisterschaften in Ostrava in 4:22,37 min den vierten Platz über 1500 Meter. Anschließend schied sie bei der Sommer-Universiade in Shenzhen mit 2:05,88 min im Halbfinale im 800-Meter-Lauf aus. 2013 schied sie bei den Halleneuropameisterschaften in Göteborg mit 4:15,29 min im Vorlauf über 1500 Meter aus und im Juli schied sie bei den Studentenweltspielen in Kasan mit 2:02,89 min im Semifinale über 800 Meter aus und belegte mit der polnischen 4-mal-400-Meter-Staffel in 3:45,62 min den vierten Platz. Daraufhin gelangte sie bei den Spielen der Frankophonie in Nizza mit 4:21,87 min auf den sechsten Platz. Im Jahr darauf kam sie bei den Hallenweltmeisterschaften in Sopot mit 4:13,34 min nicht über die Vorrunde über 1500 Meter hinaus und 2016 gelangte sie bei den Hallenweltmeisterschaften in Portland mit 4:12,69 min auf den neunten Platz. Im Juni schied sie bei den Europameisterschaften in Amsterdam mit 4:14,86 min im Vorlauf aus, ehe sie bei den Olympischen Sommerspielen in Rio de Janeiro mit 4:11,34 min im Halbfinale ausschied. 2017 bestritt sie ihre letzte Wettkampfsaison und beendete daraufhin ihre aktive sportliche Karriere im Alter von 28 Jahren.
In den Jahren 2011, 2013 und 2016 wurde Urbanik polnische Hallenmeisterin im 1500-Meter-Lauf sowie 2016 auch über 800 Meter.

## Persönliche Bestleistungen
- 800 Meter: 2:00,84 min, 25. Juni 2011 in Stettin
  - 800 Meter (Halle): 2:03,36 min, 22. Februar 2014 in Sopot
- 1500 Meter: 4:06,58 min, 29. Juni 2016 in Turku
  - 1500 Meter (Halle): 4:09,41 min, 18. März 2016 in Portland